# (6731) Hiei
(6731) Hiei est un astéroïde de la ceinture principale.

## Description
(6731) Hiei est un astéroïde de la ceinture principale. Il fut découvert le 24 janvier 1992 à Yatsugatake par Yoshio Kushida et Osamu Muramatsu. Il présente une orbite caractérisée par un demi-grand axe de 2,64 UA, une excentricité de 0,23 et une inclinaison de 4,2° par rapport à l'écliptique.

## Compléments